# Liste der Nummer-eins-Hits in Australien (1988)
Diese Liste enthält alle Nummer-eins-Hits in Australien im Jahr 1988. Grundlage sind die Top 50 der australischen Charts der ARIA. Es gab in diesem Jahr 16 Nummer-eins-Singles und 16 Nummer-eins-Alben.

## Singles
| ← 1987 ← | Liste der Nummer-eins-Hits in Australien | Liste der Nummer-eins-Hits in Australien | Liste der Nummer-eins-Hits in Australien                                                  | 1989 →                    |
| \| Zeitraum \| Wo. ges. \| Interpret \| Titel Autor(en) \| Zusätzliche Informationen \| \| (Zeitraum, Wochen auf Platz eins, Interpret, Titel, Autor[en], zusätzliche Informationen) \| \| \| \| \| \| ----------------------------------------------------------------------------------------- \| -------- \| ----------------------------- \| ----------------------------------------------------------------------------------------- \| ------------------------- \| \| 30. November 1987 – 17. Januar 1988 7 Wochen \| 7 \| Rick Astley \| Never Gonna Give You Up Pete Waterman, Matthew James Aitken, Mike Stock \| – \| \| 18. Januar 1988 – 24. Januar 1988 1 Woche \| 1 \| George Michael \| Faith George Michael \| – \| \| 25. Januar 1988 – 31. Januar 1988 1 Woche \| 1 \| George Harrison \| Got My Mind Set on You Rudy Clark \| – \| \| 1. Februar 1988 – 13. März 1988 6 Wochen \| 6 \| Bill Medley & Jennifer Warnes \| (I’ve Had) The Time of My Life Franke Jon Previte, John Albert DeNicola, Donald Markowitz \| – \| \| 14. März 1988 – 24. April 1988 6 Wochen \| 6 \| Kylie Minogue \| I Should Be So Lucky Pete Waterman, Matthew James Aitken, Mike Stock \| – \| \| 25. April 1988 – 29. Mai 1988 5 Wochen \| 5 \| Billy Ocean \| Get Outta My Dreams, Get into My Car Billy Ocean, Robert John Lange \| – \| \| 30. Mai 1988 – 19. Juni 1988 3 Wochen \| 3 \| Cheap Trick \| The Flame Nick Graham, Bob Mitchell \| – \| \| 20. Juni 1988 – 3. Juli 1988 2 Wochen \| 2 \| Louis Armstrong \| What a Wonderful World George Douglas, George David Weiss \| – \| \| 4. Juli 1988 – 31. Juli 1988 4 Wochen \| 4 \| Kylie Minogue \| Got to Be Certain Pete Waterman, Matthew James Aitken, Mike Stock \| – \| \| 1. August 1988 – 21. August 1988 3 Wochen \| 3 \| John Farnham \| Age of Reason Todd Stuart Hunter, Johanna Paton Pigott \| – \| \| 22. August 1988 – 18. September 1988 4 Wochen \| 4 \| Fairground Attraction \| Perfect Mark Edward Cascian Nevin \| – \| \| 19. September 1988 – 23. Oktober 1988 5 Wochen \| 5 \| Robert Palmer \| Simply Irresistible Robert Allan Palmer \| – \| \| 24. Oktober 1988 – 6. November 1988 2 Wochen \| 2 \| U2 \| Desire Adam Clayton, Laurence Mullen, David Evans, Paul David Hewson \| – \| \| 7. November 1988 – 13. November 1988 1 Woche \| 1 \| Phil Collins \| A Groovy Kind of Love Musik: Muzio Clementi; Text: Toni Wine, Carole Jill Bayer \| – \| \| 14. November 1988 – 25. Dezember 1988 6 Wochen \| 6 \| Bobby McFerrin \| Don’t Worry, Be Happy Bobby McFerrin Jr. \| – \| \| 26. Dezember 1988 – 12. Februar 1989 7 Wochen \| 7 \| The Beach Boys \| Kokomo Mike E. Love, Terry Melcher, John E. A. Phillips, Scott McKenzie \| – \| |                                          |                                          |                                                                                           |                           |
| ← 1987 |                                          |                                          |                                                                                           | → 1989 →                  |
| Zeitraum | Wo. ges.                                 | Interpret                                | Titel Autor(en)                                                                           | Zusätzliche Informationen |
| (Zeitraum, Wochen auf Platz eins, Interpret, Titel, Autor[en], zusätzliche Informationen) |                                          |                                          |                                                                                           |                           |
| 30. November 1987 – 17. Januar 1988 7 Wochen | 7                                        | Rick Astley                              | Never Gonna Give You Up Pete Waterman, Matthew James Aitken, Mike Stock                   | –                         |
| 18. Januar 1988 – 24. Januar 1988 1 Woche | 1                                        | George Michael                           | Faith George Michael                                                                      | –                         |
| 25. Januar 1988 – 31. Januar 1988 1 Woche | 1                                        | George Harrison                          | Got My Mind Set on You Rudy Clark                                                         | –                         |
| 1. Februar 1988 – 13. März 1988 6 Wochen | 6                                        | Bill Medley & Jennifer Warnes            | (I’ve Had) The Time of My Life Franke Jon Previte, John Albert DeNicola, Donald Markowitz | –                         |
| 14. März 1988 – 24. April 1988 6 Wochen | 6                                        | Kylie Minogue                            | I Should Be So Lucky Pete Waterman, Matthew James Aitken, Mike Stock                      | –                         |
| 25. April 1988 – 29. Mai 1988 5 Wochen | 5                                        | Billy Ocean                              | Get Outta My Dreams, Get into My Car Billy Ocean, Robert John Lange                       | –                         |
| 30. Mai 1988 – 19. Juni 1988 3 Wochen | 3                                        | Cheap Trick                              | The Flame Nick Graham, Bob Mitchell                                                       | –                         |
| 20. Juni 1988 – 3. Juli 1988 2 Wochen | 2                                        | Louis Armstrong                          | What a Wonderful World George Douglas, George David Weiss                                 | –                         |
| 4. Juli 1988 – 31. Juli 1988 4 Wochen | 4                                        | Kylie Minogue                            | Got to Be Certain Pete Waterman, Matthew James Aitken, Mike Stock                         | –                         |
| 1. August 1988 – 21. August 1988 3 Wochen | 3                                        | John Farnham                             | Age of Reason Todd Stuart Hunter, Johanna Paton Pigott                                    | –                         |
| 22. August 1988 – 18. September 1988 4 Wochen | 4                                        | Fairground Attraction                    | Perfect Mark Edward Cascian Nevin                                                         | –                         |
| 19. September 1988 – 23. Oktober 1988 5 Wochen | 5                                        | Robert Palmer                            | Simply Irresistible Robert Allan Palmer                                                   | –                         |
| 24. Oktober 1988 – 6. November 1988 2 Wochen | 2                                        | U2                                       | Desire Adam Clayton, Laurence Mullen, David Evans, Paul David Hewson                      | –                         |
| 7. November 1988 – 13. November 1988 1 Woche | 1                                        | Phil Collins                             | A Groovy Kind of Love Musik: Muzio Clementi; Text: Toni Wine, Carole Jill Bayer           | –                         |
| 14. November 1988 – 25. Dezember 1988 6 Wochen | 6                                        | Bobby McFerrin                           | Don’t Worry, Be Happy Bobby McFerrin Jr.                                                  | –                         |
| 26. Dezember 1988 – 12. Februar 1989 7 Wochen | 7                                        | The Beach Boys                           | Kokomo Mike E. Love, Terry Melcher, John E. A. Phillips, Scott McKenzie                   | –                         |

## Alben
| ← 1987 ← | Liste der Nummer-eins-Hits in Australien | Liste der Nummer-eins-Hits in Australien | Liste der Nummer-eins-Hits in Australien                   | 1989 →                    |
| \| Zeitraum \| Wo. ges. \| Interpret \| Titel \| Zusätzliche Informationen \| \| (Zeitraum, Wochen auf Platz eins, Interpret, Titel, zusätzliche Informationen) \| \| \| \| \| \| ------------------------------------------------------------------------------ \| -------- \| -------------------------- \| ---------------------------------------------------------- \| ------------------------- \| \| 21. Dezember 1987 – 24. Januar 1988 5 Wochen \| 5 \| Jimmy Barnes \| Freight Train Heart \| – \| \| 25. Januar 1988 – 14. Februar 1988 3 Wochen \| 3 \| The Twelfth Man \| Wired World of Sports \| – \| \| 15. Februar 1988 – 10. April 1988 8 Wochen \| 8 \| (Soundtrack) \| Dirty Dancing \| – \| \| 11. April 1988 – 17. April 1988 1 Woche \| 1 \| Rick Astley \| Whenever You Need Somebody \| – \| \| 18. April 1988 – 1. Mai 1988 2 Wochen \| 2 \| (Verschiedene Interpreten) \| Hit Pix ’88 \| – \| \| 2. Mai 1988 – 5. Juni 1988 5 Wochen \| 5 \| Terence Trent D’Arby \| Introducing the Hardline According to Terence Trent D’Arby \| – \| \| 6. Juni 1988 – 19. Juni 1988 2 Wochen \| 2 \| (Soundtrack) \| Good Morning, Vietnam \| – \| \| 20. Juni 1988 – 26. Juni 1988 1 Woche \| 1 \| Bananarama \| Wow! \| – \| \| 27. Juni 1988 – 24. Juli 1988 4 Wochen \| 4 \| (Verschiedene Interpreten) \| 88 Kix On \| – \| \| 25. Juli 1988 – 31. Juli 1988 1 Woche \| 1 \| Crowded House \| Temple of Low Men \| – \| \| 1. August 1988 – 25. September 1988 8 Wochen \| 8 \| John Farnham \| Age of Reason \| – \| \| 26. September 1988 – 16. Oktober 1988 3 Wochen (insgesamt 4) \| 4 \| (Verschiedene Interpreten) \| 88 the Winners \| – \| \| 17. Oktober 1988 – 23. Oktober 1988 1 Woche \| 1 \| Bon Jovi \| New Jersey \| – \| \| 24. Oktober 1988 – 30. Oktober 1988 1 Woche (insgesamt 4) \| 4 \| (Verschiedene Interpreten) \| 88 the Winners \| – \| \| 31. Oktober 1988 – 4. Dezember 1988 5 Wochen \| 5 \| U2 \| Rattle and Hum \| – \| \| 5. Dezember 1988 – 25. Dezember 1988 3 Wochen \| 3 \| Jimmy Barnes \| Barnestorming \| – \| \| 23. Dezember 1988 – 8. Januar 1989 3 Wochen \| 3 \| (Verschiedene Interpreten) \| Summer ’89 \| – \| |                                          |                                          |                                                            |                           |
| ← 1987 |                                          |                                          |                                                            | → 1989 →                  |
| Zeitraum | Wo. ges.                                 | Interpret                                | Titel                                                      | Zusätzliche Informationen |
| (Zeitraum, Wochen auf Platz eins, Interpret, Titel, zusätzliche Informationen) |                                          |                                          |                                                            |                           |
| 21. Dezember 1987 – 24. Januar 1988 5 Wochen | 5                                        | Jimmy Barnes                             | Freight Train Heart                                        | –                         |
| 25. Januar 1988 – 14. Februar 1988 3 Wochen | 3                                        | The Twelfth Man                          | Wired World of Sports                                      | –                         |
| 15. Februar 1988 – 10. April 1988 8 Wochen | 8                                        | (Soundtrack)                             | Dirty Dancing                                              | –                         |
| 11. April 1988 – 17. April 1988 1 Woche | 1                                        | Rick Astley                              | Whenever You Need Somebody                                 | –                         |
| 18. April 1988 – 1. Mai 1988 2 Wochen | 2                                        | (Verschiedene Interpreten)               | Hit Pix ’88                                                | –                         |
| 2. Mai 1988 – 5. Juni 1988 5 Wochen | 5                                        | Terence Trent D’Arby                     | Introducing the Hardline According to Terence Trent D’Arby | –                         |
| 6. Juni 1988 – 19. Juni 1988 2 Wochen | 2                                        | (Soundtrack)                             | Good Morning, Vietnam                                      | –                         |
| 20. Juni 1988 – 26. Juni 1988 1 Woche | 1                                        | Bananarama                               | Wow!                                                       | –                         |
| 27. Juni 1988 – 24. Juli 1988 4 Wochen | 4                                        | (Verschiedene Interpreten)               | 88 Kix On                                                  | –                         |
| 25. Juli 1988 – 31. Juli 1988 1 Woche | 1                                        | Crowded House                            | Temple of Low Men                                          | –                         |
| 1. August 1988 – 25. September 1988 8 Wochen | 8                                        | John Farnham                             | Age of Reason                                              | –                         |
| 26. September 1988 – 16. Oktober 1988 3 Wochen (insgesamt 4) | 4                                        | (Verschiedene Interpreten)               | 88 the Winners                                             | –                         |
| 17. Oktober 1988 – 23. Oktober 1988 1 Woche | 1                                        | Bon Jovi                                 | New Jersey                                                 | –                         |
| 24. Oktober 1988 – 30. Oktober 1988 1 Woche (insgesamt 4) | 4                                        | (Verschiedene Interpreten)               | 88 the Winners                                             | –                         |
| 31. Oktober 1988 – 4. Dezember 1988 5 Wochen | 5                                        | U2                                       | Rattle and Hum                                             | –                         |
| 5. Dezember 1988 – 25. Dezember 1988 3 Wochen | 3                                        | Jimmy Barnes                             | Barnestorming                                              | –                         |
| 23. Dezember 1988 – 8. Januar 1989 3 Wochen | 3                                        | (Verschiedene Interpreten)               | Summer ’89                                                 | –                         |

## Jahreshitparaden
| ← 1987 ← | Liste der Nummer-eins-Hits in Australien | Liste der Nummer-eins-Hits in Australien                                        | Liste der Nummer-eins-Hits in Australien | 1989 →   |
| \| Singles \| Position# \| Alben \| \| ----------------------------------------------------------------------------------------------------------------------- \| --------- \| ------------------------------------------------------------------------------- \| \| (I’ve Had) The Time of My Life Bill Medley & Jennifer Warnes Franke Jon Previte, John Albert DeNicola, Donald Markowitz \| 1 \| Kick INXS \| \| Simply Irresistible Robert Palmer Robert Allan Palmer \| 2 \| Dirty Dancing (Soundtrack) \| \| The Flame Cheap Trick Nick Graham, Bob Mitchell \| 3 \| Freight Train Heart Jimmy Barnes \| \| Get Outta My Dreams, Get into My Car Billy Ocean Billy Ocean, Robert John Lange \| 4 \| Whenever You Need Somebody Rick Astley \| \| I Should Be So Lucky Kylie Minogue Pete Waterman, Matthew James Aitken, Mike Stock \| 5 \| The Lonesome Jubilee John Cougar Mellencamp \| \| Perfect Fairground Attraction Mark Edward Cascian Nevin \| 6 \| Man of Colours Icehouse \| \| What a Wonderful World Louis Armstrong George Douglas, George David Weiss \| 7 \| Tracy Chapman \| \| Never Gonna Give You Up Rick Astley Pete Waterman, Matthew James Aitken, Mike Stock \| 8 \| Introducing the Hardline According to Terence Trent D’Arby Terence Trent D’Arby \| \| Age of Reason John Farnham Todd Stuart Hunter, Johanna Paton Pigott \| 9 \| Push Bros \| \| Better Be Home Soon Crowded House Neil Mullane Finn \| 10 \| Whispering Jack John Farnham \| |                                          |                                                                                 |                                          |          |
| ← 1987 |                                          |                                                                                 |                                          | → 1989 → |
| Singles | Position#                                | Alben                                                                           |                                          |          |
| (I’ve Had) The Time of My Life Bill Medley & Jennifer Warnes Franke Jon Previte, John Albert DeNicola, Donald Markowitz | 1                                        | Kick INXS                                                                       |                                          |          |
| Simply Irresistible Robert Palmer Robert Allan Palmer | 2                                        | Dirty Dancing (Soundtrack)                                                      |                                          |          |
| The Flame Cheap Trick Nick Graham, Bob Mitchell | 3                                        | Freight Train Heart Jimmy Barnes                                                |                                          |          |
| Get Outta My Dreams, Get into My Car Billy Ocean Billy Ocean, Robert John Lange | 4                                        | Whenever You Need Somebody Rick Astley                                          |                                          |          |
| I Should Be So Lucky Kylie Minogue Pete Waterman, Matthew James Aitken, Mike Stock | 5                                        | The Lonesome Jubilee John Cougar Mellencamp                                     |                                          |          |
| Perfect Fairground Attraction Mark Edward Cascian Nevin | 6                                        | Man of Colours Icehouse                                                         |                                          |          |
| What a Wonderful World Louis Armstrong George Douglas, George David Weiss | 7                                        | Tracy Chapman                                                                   |                                          |          |
| Never Gonna Give You Up Rick Astley Pete Waterman, Matthew James Aitken, Mike Stock | 8                                        | Introducing the Hardline According to Terence Trent D’Arby Terence Trent D’Arby |                                          |          |
| Age of Reason John Farnham Todd Stuart Hunter, Johanna Paton Pigott | 9                                        | Push Bros                                                                       |                                          |          |
| Better Be Home Soon Crowded House Neil Mullane Finn | 10                                       | Whispering Jack John Farnham                                                    |                                          |          |